# 川崎市立王禅寺中央小学校
川崎市立王禅寺中央小学校（かわさきしりつ おうぜんじちゅうおうしょうがっこう）は、神奈川県川崎市麻生区王禅寺東4丁目にある公立小学校。

## 沿革
- 2009年（平成21年）4月1日 - 川崎市立王禅寺小学校と川崎市立白山小学校が統合し開校。

## 教育目標
子どもの夢と希望を育む 魅力ある学校づくり
- 学びがいっぱい…自ら進んで学ぶ子
- やさしさいっぱい…思いやりのある子
- 元気いっぱい…たくましい子

## 通学区域
出典
- 王禅寺（568～929番、1182～1338番、1754～1767番）
- 王禅寺東1丁目（17番(1号・5号)、18番1号、19番(10号・12号)、20～34番)）
- 王禅寺東2丁目（13番(18～27号)、15～49番）
- 王禅寺東3丁目（全域）
- 王禅寺東4丁目（2～27番、31～35番、36番37号）
- 王禅寺東5丁目（1～46番、47番(1号〜20号)、52番12号）
- 下麻生2丁目（12番、13番）
- 白山1丁目（全域）
- 白山2丁目（全域）
- 白山3丁目（全域）
- 白山4丁目（全域）

## 進学先中学校
- 川崎市立王禅寺中央中学校 - 王禅寺東1丁目（17番(1号・5号)、19番(10号・12号)）を除く地域から通う児童の進学先[3][4]
- 川崎市立長沢中学校 - 王禅寺東1丁目（17番(1号・5号)、19番(10号・12号)）から通う児童の進学先[4]

## アクセス
- 小田急バス「新15」・「新18」・「新21」・「新23」・「百02」、東急バス「柿33」の各系統で、「王禅寺中央小学校前」停留所下車。

## 周辺
- 川崎市立王禅寺中央中学校 - 同一敷地内。
- 王禅寺中第4公園 - 川崎市道をはさんで、敷地が隣接。
- 王禅寺大谷緑地 - 川崎市道をはさんで、敷地が隣接。
  - 周辺には、上記以外の公園・緑地も点在。
- 神奈川県警麻生警察署南王禅寺交番